# Objektno orijentirano programiranje
Objektno orijentirano programiranje ili kraće OOP je jedan od mogućih pristupa programiranju računala. Za razliku od ostalih pristupa, u kojima je težište na akcijama koje se vrše na podatkovnim strukturama, ovdje je težište na projektiranju aplikacije kao skupa objekata koji izmjenjuju poruke između sebe.

## Osnove vrijednosti OOP-a
1. Objekti. U OOP metafori osnovna jedinica je objekt, što je konkretna realizacija klase. U objektno orijentiranom svijetu izbjegava se uporaba globalnih varijabli, nego svaki objekt ima svoje varijable, koje još zovemo i podatkovni članovi klase. Isto tako nema više ni samostojećih funkcija, nego funkcije pripadaju klasi, bilo da vanjskom svijetu nešto kazuju o stanju objekta, ili mijenjaju stanje objekta, a zovemo ih funkcijski članovi klase ili metode.
2. Učahurivanje ili enkapsulacija objekata. Pošto ne postoje globalne varijable, iz drugih dijelova koda nije moguć pristup varijablama klase nikako osim ugrađenim metodama za njihovo čitanje i pisanje (ako smo ih deklarirali kao privatne, što je preporučeno). Na taj način se osigurava da objekt ne može doći u neko nepredviđeno stanje iz bilo kojeg razloga, npr. kad mu se pristupa istovremeno iz više dijelova koda (ako imamo višenitno programiranje) jer nužno je upotrebljavati funkcijske članove objekta u koje se mogu ugraditi sigurnosni mehanizmi poput sinkronizacije.
3. Apstrakcija - čest je slučaj da se neki objekti minimalno razlikuju, i zasebno definiranje svakog od njih je redundantno. Osim toga za samo efikasno projektiranje praktično je pojednostavljivanje konkretnog problema. Tu ulaze u igru apstraktne klase i sučelja.
4. Nasljeđivanje - kad već definiramo neki objekt, a zatreba nam neki sličan objekt koji je zapravo podskup početnog objekta, moguće je naslijediti početni objekt, čime štedimo vrijeme za programiranje (makar to bio copy-paste) i diskovni prostor.
5. Višeobličje ili polimorfizam - kao što je preopterećivanje operatora zgodna stvar ponekad, tako preopterećivanje metoda zovemo polimorfizmom. Moguće je definirati nekoliko metoda istog imena, a svaka će kao parametre primati objekte različitih tipova.

## OO programski jezici
Navedeni su samo primjeri, za iscrpniji popis programskih jezika vidi: Dodatak:Popis programskih jezika
- prevedeni (compiled)
  - Ada
  - C++
  - Eiffel
  - Go
  - Objective-C
  - Rust
- prevedeni u bajt-kod, izvršava se u virtualnom stroju
  - C#
  - Java
  - Smalltalk
  - VB .NET
- interpretirani
  - JavaScript
  - Lua
  - PHP
  - Python